# Phức hợp SCF
Phức hợp bao hàm Skp, Cullin, hộp F (hay phức hợp SCF) là một enzyme ligase ubiquitin E3 đa protein có tác dụng xúc tác quá trình ubiquitin hóa của một số loại protein đích để tiêu thể nhận diện và phân giải chúng. Nó có vai trò quan trọng trong việc ubiquitin hóa các prortein tham gia vào chu kỳ tế bào cũng như nhiều loại protein tế bào khác. Cùng với phức hợp xúc tiến kỳ sau (APC/C), SCF là nhân tố quan trọng trong việc điều tiết hoạt tính của phức hợp cyclin-CDK bằng phương pháp ubiquitin hóa.
Phức hợp SCF bao hàm 3 tiểu đơn vị chính và một số thành phần kém quan trọng hơn khác:
- Protein hộp F - (ví dụ cdc4) Đóng góp vào tính đặc trưng của SCF bằng cách kết hợp với các protein đích một cách độc lập với phức hợp và sau đó bám vào tiểu đơn vị Skp1, nhờ đó cho phép protein đích được mang lại gần với protein chức năng E2. Hộp F cũng đóng vai trò cần thiết trong việc điều tiết hoạt tính của SCF trong chu kỳ tế bào. Mức độ SCF được cho là giữ ổn định trong suốt chu kỳ, nhưng ái tính của hộp F đối với các protein đích được điều tiết thông qua quá trình phosphat hóa của phức hợp cyclin-CDK đối với protein đích.
- Skp1 - Protein cầu nối, hình thành nên một phức hợp hình móng ngựa cùng với cullin (cul1). Skp1 cần thiết trong việc nhận diện và hình thành liên kết với hộp F.
- Cullin (CUL1) hình thành nên khung sườn chính của phức hợp SCF, liên kết Skp1 với Rbx1.
- Rbx1 - Rbx1 bao hàm một vực protein nhỏ liên kết với kẽm mang tên là "ngón đeo nhẫn", đây là nơi mà enzyme kết hợp E2 bám vào và nhờ đó cho phép chuyển ubiquitin tới phần lysine trên protein đích.

SCF kiểm soát pha G1/S cho tới giai đoạn chuyển tiếp G2/M. Hai loại phức hợp SCF có kèm theo hộp (SCF-Skp2 và SCF-β-TrCP) được nghiên cứu kỹ nhất trong số 70 loại đã được nhận diện trong cơ thể người. SCF-Skp2 chủ yếu ubiquitin hóa và phân giải các chất ức chế kinase phụ thuộc vào cyclin (cyclin-dependent-kinase inhibitors - CKI) tỉ như p27 và p21 cũng như cyclin G1/S cyclin, trong cơ thể sống cũng như trong môi trường ống nghiệm. Vì thế mà SCF-Skp2 xúc tiến sự tiến triển của chu kỳ tế bào và sự sinh trưởng tế bào. Ngược lại,, SCF- βTrCP xúc tiến sự phân giải của Emi1, một chất ức chế APC/C- Cdh1, và Wee1, một chất ức chế CDK1 trong giai đoạn sớm của nguyên phân thông qua quá trình phosphat hóa tại chuỗi degron của chúng bởi các enzyme kinase tỉ như kinase 1 giống Polo (Plk1) và cyclin M-CDK.  SCF-βTrCP và APC/C kiểm soát lẫn nhau nhằm xúc tiến chu kỳ tế bào đúng thời hạn. Hiện nay danh sách của các protein đích của hai SCF trên vẫn chưa hoàn tất.
Auxin kích thích sự liên kết của SCF-TIR1 vào chất kìm hãm AUX/IAA, và sự phân giải của nó, gây nên sự kích hoạt của các gien phản ứng auxin. Protein hộp F của TIR1 F-box đóng vai trò như một thụ quan của auxin và trực tiếp liên kết sự nhận auxin tới sự phân giải của các protein Aux/IAA proteins. TIR1 (Transport Inhibitor Response 1) liên quan tới AFB (Auxin Signaling F-box).

## Chú thích

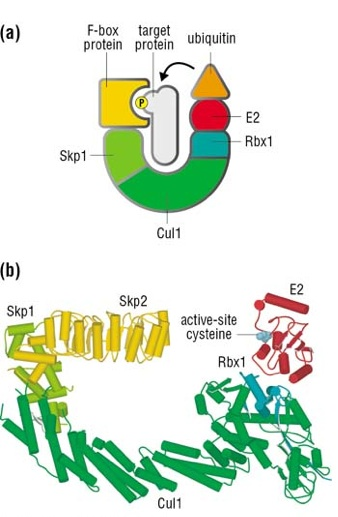
Morgan, David "Protein Degradation in Cell-Cycle Control", The Cell Cycle; Principles of Control 2007
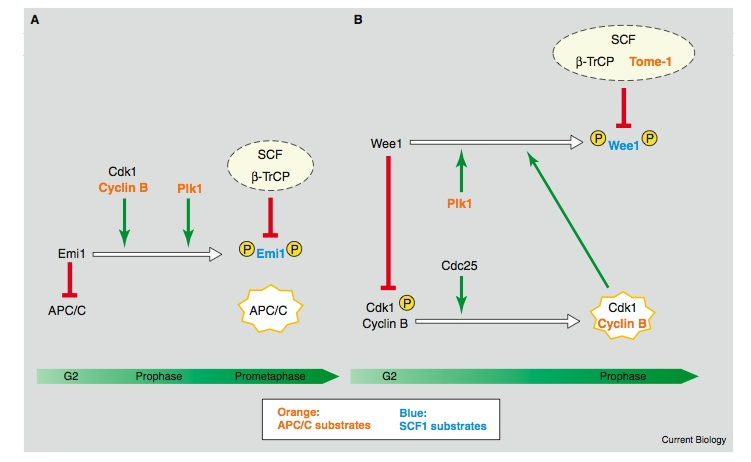
Hartmut C. Vodermaier (2004). "APC/C and SCF: Controlling Each Other and the Cell Cycle", Current Biology, 14 (787)